# Ennur Totre
Ennur Totre (en macedonio: Енур Тотре; Tetovo, 29 de octubre de 1996) es un futbolista macedonio que juega en la demarcación de centrocampista para el Sakaryaspor de la TFF Primera División.

## Selección nacional
Tras jugar con la selección de fútbol sub-20 de Macedonia del Norte y la sub-21, finalmente debutó con la selección absoluta el 14 de octubre de 2020. Lo hizo en un partido de la Liga de las Naciones de la UEFA contra Georgia que finalizó con un resultado de empate a uno tras el gol de Khvicha Kvaratskhelia para Georgia, y de Ezgjan Alioski para Macedonia del Norte.

## Clubes
| Club               | País                | Año       | Partidos | Goles |
| ------------------ | ------------------- | --------- | -------- | ----- |
| KF Shkëndija       | Macedonia del Norte | 2014-2021 | 199      | 11    |
| K. F. Tirana       | Albania             | 2021-2022 | 42       | 5     |
| FC Vorskla Poltava | Ucrania             | 2022-2023 | 3        | 0     |
| KF Shkëndija       | Macedonia del Norte | 2023-2024 | 49       | 5     |
| Sakaryaspor        | Turquía             | 2024-     | 12       | 0     |

## Palmarés

### Campeonatos nacionales
| Título                                  | Club         | País                | Año  |
| --------------------------------------- | ------------ | ------------------- | ---- |
| Copa de Macedonia                       | KF Shkëndija | Macedonia del Norte | 2016 |
| Copa de Macedonia                       | KF Shkëndija | Macedonia del Norte | 2018 |
| Primera División de Macedonia del Norte | KF Shkëndija | Macedonia del Norte | 2018 |
| Primera División de Macedonia del Norte | KF Shkëndija | Macedonia del Norte | 2019 |
| Primera División de Macedonia del Norte | KF Shkëndija | Macedonia del Norte | 2021 |
| Superliga de Albania                    | K. F. Tirana | Albania             | 2022 |